# Gustavo Adolfo di Meclemburgo-Güstrow
Gustavo Adolfo di Meclemburgo-Güstrow (Güstrow, 26 febbraio 1633 – Güstrow, 6 ottobre 1695) fu duca di Meclemburgo-Güstrow dal 1654 fino alla morte.

## Biografia

Stemma della casata di Meclemburgo-Güstrow

Gustavo Adolfo era figlio di Giovanni Alberto II di Meclemburgo-Güstrow e della terza moglie Eleonora Maria di Anhalt-Bernburg.
Alla morte del padre, essendo ancora un bambino, il ducato venne retto dallo zio Adolfo Federico I di Meclemburgo-Schwerin. Ciò causò una disputa su chi dovesse però realmente assumere la reggenza del ducato. Prima della sua ascesa al trono paterno, Gustavo Adolfo ottenne dal 1636 l'amministrazione del Vescovato di Retzeburg che mantenne sino al 1648 quando questo venne secolarizzato dalla Pace di Vestfalia. Nel 1654 Gustavo Adolfo venne dichiarato dall'Imperatore maggiorenne e iniziò a governare sul ducato fino alla propria morte.
Nel 1661, al termine della Guerra dei trent'anni, Gustavo Adolfo condusse un censimento, uno dei primi ad essere realizzati nella storia della Germania. Dal 1662 decise di adottare un regolamento per l'eliminazione dei lupi che infestavano la zona e dal 1671 adottò un nuovo regolamento per la riforma globale della scuola. Nei quindici distretti che rientravano nei suoi domini, egli nominò dei sovrintendenti appositi per l'applicazione delle nuove norme scolastiche, ai quali chiese di istituire scuole locali per più villaggi di modo da unificare l'istruzione della popolazione, fornendo personale adeguato e dimostrando una grande attenzione anche sotto l'aspetto della tassazione, chiedendo ai suoi agenti di determinare caso per caso la disponibilità economica. Nel 1684, infine, fu tra i primi in assoluto a prevedere l'istruzione obbligatoria di tutti i bambini di tutte le classi sociali sino al percorso elementare.
Nel 1676, per una migliore sicurezza nelle città, Gustavo Adolfo emise un ordine contro l'uso sconsiderato di fuochi accesi sa all'interno che all'esterno delle case e vietò la birra nelle case locali. Nel 1682, per combattere la diffusione della stregoneria, creò un enorme falò nella piazza principale di Gustrow con tutti i libri di magia sequestrati alle presunte streghe, preoccupandosi di controbattere il fenomeno della magia con la distribuzione di farmaci gratuiti alla sua popolazione ed al bestiame. Sempre di quello stesso anno è il curioso editto che vietava le tradizionali feste popolare natalizie che vedevano coinvolto il personaggio di Santa Claus, temendo che queste tradizioni potessero sviare la popolazione dal vero significato del Natale facendola scadere nella stregoneria.
Gustavo Adolfo morì nel 1695 senza eredi e con lui si estinse la linea dei Meclemburgo-Güstrow. Il ducato venne suddiviso tra il Meclemburgo-Schwerin e un nuovo ducato, il Meclemburgo-Strelitz.

## Matrimonio e discendenza
Gustavo Adolfo sposò Maddalena Sibilla di Holstein-Gottorp, figlia di Federico III di Holstein-Gottorp e da questa unione nacquero i seguenti figli:
- Giovanni (2 dicembre 1655 – 6 febbraio 1660)
- Eleonora (1º giugno 1657 – 24 febbraio 1672)
- Maria (1659-1701), il 23 settembre 1684 sposò Adolfo Federico II di Meclemburgo-Strelitz
- Maddalena (1660-1702)
- Sofia (1662-1738), sposò il 6 dicembre 1700 il duca Cristiano Ulrico I di Württemberg-Oels
- Cristina (1663-1749), sposò il 4 maggio 1683 il conte Luigi Cristiano di Stolberg-Gedern
- Carlo, Principe Ereditario di Meclemburgo-Güstrow (1664-1688), sposò il 10 agosto 1687 Maria Amalia di Brandeburgo, figlia di Federico I Guglielmo di Brandeburgo
- Edvige (1666-1735), sposò il 1º dicembre 1686 Augusto di Sassonia-Merseburg
- Luisa (1667-1721), il 5 dicembre 1696 sposò Federico IV di Danimarca
- Elisabetta (1668-1738), sposò il 29 marzo 1692 Enrico di Sassonia-Merseburg (1661-1738)
- Augusta (1674-1756).

## Ascendenza
|                                                 |                                   |                                           | Genitori                                 |  |  | Nonni |  |  | Bisnonni                                        |  |  | Trisnonni                                 |  |
|                                                 |                                   |                                           |                                          |  |  |       |  |  | Johann Albrecht I, duca di Meclemburgo-Schwerin |  |  | Albrecht VII, duca di Meclemburgo-Güstrow |  |
|                                                 |                                   |                                           |                                          |  |  |       |  |  | Johann Albrecht I, duca di Meclemburgo-Schwerin |  |  | Albrecht VII, duca di Meclemburgo-Güstrow |  |
|                                                 |                                   | Anna von Brandenburg                      |                                          |  |  |       |  |  | Johann Albrecht I, duca di Meclemburgo-Schwerin |  |  |                                           |  |
| Johann VII, duca di Meclemburgo-Schwerin        |                                   |                                           |                                          |  |  |       |  |  | Johann Albrecht I, duca di Meclemburgo-Schwerin |  |  |                                           |  |
|                                                 |                                   | Anna Sophie von Preußen                   | Albrecht, duca di Prussia                |  |  |       |  |  |                                                 |  |  |                                           |  |
|                                                 |                                   | Anna Sophie von Preußen                   | Albrecht, duca di Prussia                |  |  |       |  |  |                                                 |  |  |                                           |  |
|                                                 |                                   | Anna Sophie von Preußen                   | Dorothea af Danmark                      |  |  |       |  |  |                                                 |  |  |                                           |  |
| Johann Albrecht II, duca di Meclemburgo-Güstrow |                                   | Anna Sophie von Preußen                   |                                          |  |  |       |  |  |                                                 |  |  |                                           |  |
|                                                 |                                   | Adolf, duca di Schleswig-Holstein-Gottorp | Frederik I, re di Danimarca              |  |  |       |  |  |                                                 |  |  |                                           |  |
|                                                 |                                   | Adolf, duca di Schleswig-Holstein-Gottorp | Frederik I, re di Danimarca              |  |  |       |  |  |                                                 |  |  |                                           |  |
|                                                 |                                   | Adolf, duca di Schleswig-Holstein-Gottorp | Zofia Pomorska                           |  |  |       |  |  |                                                 |  |  |                                           |  |
| Sophia von Schleswig-Holstein-Gottorf           |                                   | Adolf, duca di Schleswig-Holstein-Gottorp |                                          |  |  |       |  |  |                                                 |  |  |                                           |  |
|                                                 |                                   | Christine von Hessen                      | Philipp I, langravio d'Assia             |  |  |       |  |  |                                                 |  |  |                                           |  |
|                                                 |                                   | Christine von Hessen                      | Philipp I, langravio d'Assia             |  |  |       |  |  |                                                 |  |  |                                           |  |
|                                                 |                                   | Christine von Hessen                      | Christina von Sachsen                    |  |  |       |  |  |                                                 |  |  |                                           |  |
| Gustav Adolf, duca di Meclemburgo-Güstrow       |                                   | Christine von Hessen                      |                                          |  |  |       |  |  |                                                 |  |  |                                           |  |
|                                                 | Joachim Ernst, principe di Anhalt | Johann IV, principe di Anhalt-Zerbst      |                                          |  |  |       |  |  |                                                 |  |  |                                           |  |
|                                                 | Joachim Ernst, principe di Anhalt | Johann IV, principe di Anhalt-Zerbst      |                                          |  |  |       |  |  |                                                 |  |  |                                           |  |
|                                                 | Joachim Ernst, principe di Anhalt | Margareta von Brandenburg                 |                                          |  |  |       |  |  |                                                 |  |  |                                           |  |
| Christian I, principe di Anhalt-Bernburg        | Joachim Ernst, principe di Anhalt |                                           |                                          |  |  |       |  |  |                                                 |  |  |                                           |  |
|                                                 |                                   | Agnes von Barby-Mühlingen                 | Wolfgang I, conte di Barby-Mühlingen     |  |  |       |  |  |                                                 |  |  |                                           |  |
|                                                 |                                   | Agnes von Barby-Mühlingen                 | Wolfgang I, conte di Barby-Mühlingen     |  |  |       |  |  |                                                 |  |  |                                           |  |
|                                                 |                                   | Agnes von Barby-Mühlingen                 | Agnes von Mansfeld                       |  |  |       |  |  |                                                 |  |  |                                           |  |
| Eleonore Marie von Anhalt-Bernburg              |                                   | Agnes von Barby-Mühlingen                 |                                          |  |  |       |  |  |                                                 |  |  |                                           |  |
|                                                 |                                   | Arnold III, conte di Bentheim-Tecklenburg | Eberwin III, conte di Bentheim-Steinfurt |  |  |       |  |  |                                                 |  |  |                                           |  |
|                                                 |                                   | Arnold III, conte di Bentheim-Tecklenburg | Eberwin III, conte di Bentheim-Steinfurt |  |  |       |  |  |                                                 |  |  |                                           |  |
|                                                 |                                   | Arnold III, conte di Bentheim-Tecklenburg | Anna von Tecklenburg-Schwerin            |  |  |       |  |  |                                                 |  |  |                                           |  |
| Anna zu Bentheim-Tecklenburg                    |                                   | Arnold III, conte di Bentheim-Tecklenburg |                                          |  |  |       |  |  |                                                 |  |  |                                           |  |
|                                                 |                                   | Magdalena von Neuenahr-Alpen              | Gumprecht II, conte di Neuenahr-Alpen    |  |  |       |  |  |                                                 |  |  |                                           |  |
|                                                 |                                   | Magdalena von Neuenahr-Alpen              | Gumprecht II, conte di Neuenahr-Alpen    |  |  |       |  |  |                                                 |  |  |                                           |  |
|                                                 |                                   | Magdalena von Neuenahr-Alpen              | Amöne von Daun-Falkenstein               |  |  |       |  |  |                                                 |  |  |                                           |  |
|                                                 |                                   | Magdalena von Neuenahr-Alpen              |                                          |  |  |       |  |  |                                                 |  |  |                                           |  |